# O Mistério do Samba
O Mistério do Samba, é um filme documentário brasileiro de 2008, dirigido por Lula Buarque de Hollanda e
Carolina Jabor, e produzido por Marisa Monte.
Começou a ser produzido em 1998 e levou 10 anos para ficar pronto.
Ainda que seja homônimo ao livro de 1995 do antropólogo Hermano Vianna, não tem nenhuma relação com ele além do tema genérico, o samba.

## Sinopse.
O filme retrata o cotidiano da comunidade da agremiação carnavalesca da Portela.

## Prêmios
Grande Prêmio Vivo do Cinema Brasileiro 2009
- Melhor documentário
- Melhor montagem (Natara Ney)